# Isaiah Berlin
Isaiah Berlin (wym. [Ajzeja Berlin]; ros. Иса́йя Бе́рлин, Isaja Berlin; ur. 6 czerwca 1909 w Rydze, zm. 5 listopada 1997 w Oksfordzie) – brytyjski historyk idei i filozof, pochodzący z rodziny rosyjskich Żydów; zwolennik liberalizmu, autor eseju Dwie koncepcje wolności (1958), przez niektórych uważanego za najbardziej wpływowy szkic z zakresu współczesnej filozofii politycznej.

## Życiorys

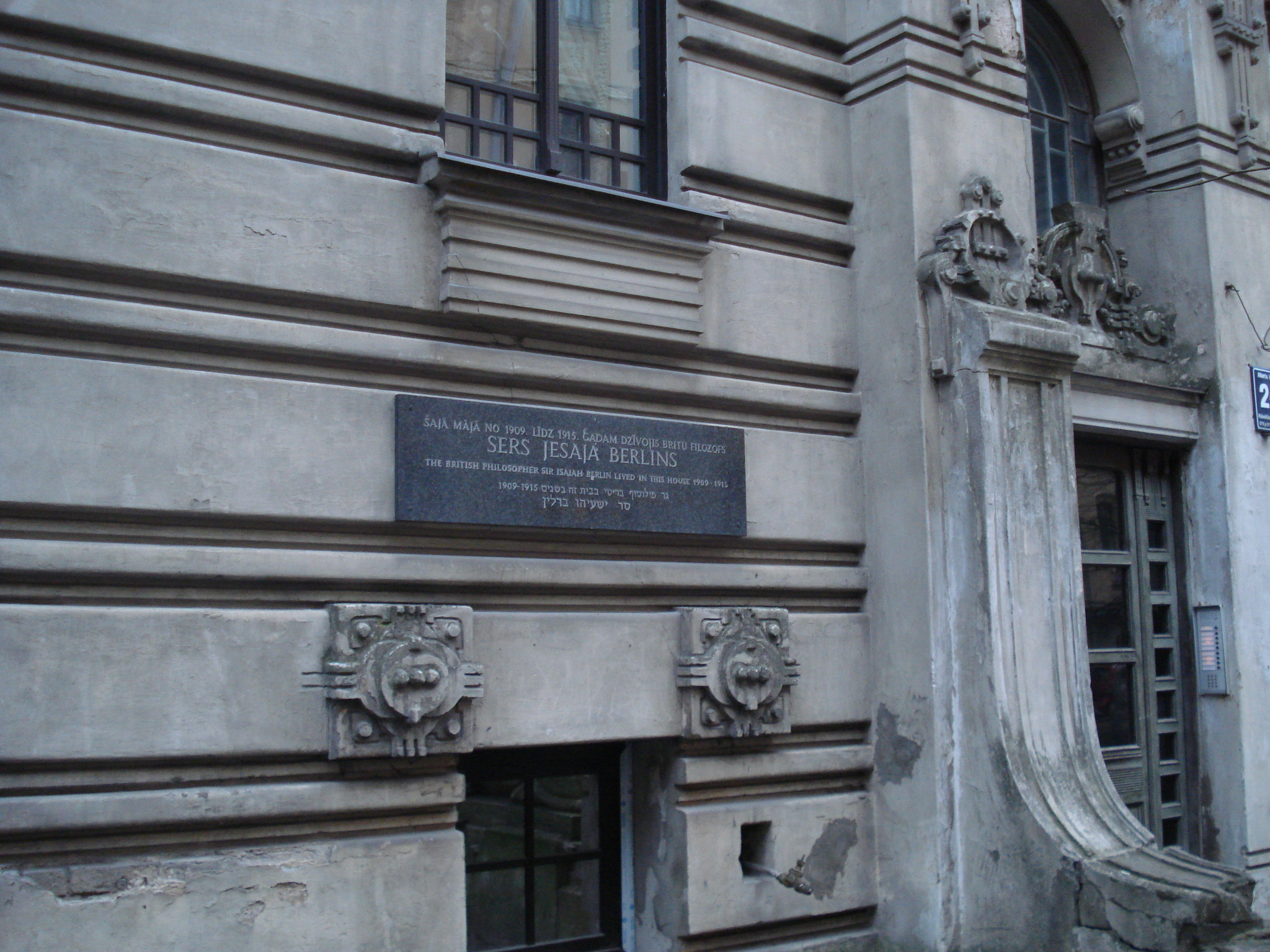
Dom rodzinny Isaiaha Berlina w Rydze

W styczniu 1921, gdy miał 11 lat, wraz z rodziną wyemigrował z Łotwy do Wielkiej Brytanii. Studiował na Uniwersytecie Oksfordzkim, w St. Paul’s School oraz w Corpus Christi College. W latach 30. XX w. był wykładowcą na tej uczelni. W czasie II wojny światowej pracował w służbie dyplomatycznej w Waszyngtonie. W 1957 otrzymał tytuł szlachecki. W tym czasie objął katedrę teorii społecznych i politycznych na Uniwersytecie Oksfordzkim. W latach 1966–1975 przewodniczył Wolfson College, a w 1974–1978 British Academy. Wykładał na wielu uniwersytetach amerykańskich (Harvarda, w Princeton, Columbia).

## Dwie koncepcje wolności
Fenomen wolności odgrywa dzisiaj fundamentalną rolę zarówno w dziedzinie społecznej, gospodarczej i psychologicznej, jak też w dziedzinie indywidualnego życia każdej jednostki ludzkiej. Można podać wiele różnych określeń tego pojęcia, dlatego że jest ono wieloaspektowe i różnie rozumiane. W klasycznym ujęciu (a rozumiem przez to filozofię perypatetycką, oraz opartą na niej filozofię arystotelesowsko-tomistyczną) wolność dzieli się na: wolność człowieka jako jednostki, autonomię i wolność społeczną, przy czym wolność konkretnego człowieka należy do jego natury, moralna autonomia to zadanie do wypracowania, a wolność społeczna to postulat. Wola ludzka jest z natury podporządkowana dobru, to znaczy, że zawsze je wybiera. Owo podporządkowanie nie przekreśla wolności woli, ponieważ może ona wybierać dobro na różne sposoby, dążyć do niego różnymi drogami i ma też wiele możliwości wyboru dóbr partykularnych. Człowiek może podlegać pewnym wpływom zewnętrznym, które również nie niweczą wolności jego woli, dlatego że korzeniem wolności jest rozumność. Dzięki niej człowiek może się samookreślić i zawsze wybrać jedną z przynajmniej dwóch dojrzanych przez rozum możliwości wyboru. W klasycznym (arystotelesowsko-tomistycznym) rozumieniu, sama możliwość wyboru nie jest jeszcze wewnętrzną autonomią człowieka. Przeciwnego zdania są zwolennicy liberalizmu a wśród nich Isaiah Berlin. Był on znawcą problematyki wolności i zagorzałym jej orędownikiem. Jego dzieła, a wśród nich sztandarowy esej „Dwie koncepcje wolności”, doczekały się wielu wydań, tłumaczeń i niemałej liczby opracowań.

### Wolność negatywna
Koncepcja wolności prezentowana przez Isaiaha Berlina ma u swojej podstawy ostrą krytykę determinizmu (przyrodniczego, historycznego i społecznego) oraz podstawowe pojęcia i pytania dotyczące wolności. W metodzie zaproponowanej przez angielskiego liberała istnieje fundamentalne rozróżnienie sądów dogmatycznych (inaczej metafizycznych, czyli założonych apriorycznie) od empirycznych (np.: „Człowiek jest wolny.”). Prawdziwość tych ostatnich może być potwierdzona albo przez ich wewnętrzną oczywistość, albo przez proste doświadczenie, oparte na oczywistości zewnętrznej (np. mowa potoczna, w której występują wspólne wszystkim pojęcia). Oczywisty dla wszystkich pluralizm wartości i celów ludzkich jest określany przez człowieka kategorią wolności i na tej podstawie wolność jednostki jest dla liberałów stwierdzona empirycznie. Zadaniem filozofii jest refleksja nad kategoriami pozaempirycznymi i nieformalnymi (np. społeczeństwo, cierpienie, czas, zmiana, szczęście, wolność). Były one dla Berlina sposobami widzenia i gromadzenia ludzkich doświadczeń. Metodą filozofii jest analiza wspomnianych kategorii, polegająca m.in. na rozpoznawaniu ich znaczenia. Empiryczny sąd o wolności jednostki koreluje z filozoficznym pytaniem: „Kiedy człowiek jest wolny?” Odpowiedź na nie miałaby opisywać brak ograniczeń, które mogłyby tę wolność naruszać i w ten sposób stałaby się fundamentem liberalnej koncepcji wolności negatywnej, nazywanej również wolnością „od”. Berlin stawia jeszcze inne pytania: „Dlaczego ja mam być komuś posłuszny?”, „Czy muszę być posłuszny?”, „Czy mogę być przymuszony?” itp. Wolność negatywna obejmuje kilka zagadnień: krytykę determinizmu, odrzucenie konieczności (poza koniecznością logiczną), usankcjonowanie stosowania przymusu, „zakres” (zasięg) wolności indywidualnej, „tworzywo wolności” (czyny jednostki) i podmiot wolności (jednostka „ja” i stosunek do niej innych wolnych jednostek). Według Berlina, wolna jednostka ludzka powinna mieć przed sobą możliwość wyboru jednej z przynajmniej dwóch opcji (działania, myślenia itp.), oraz wolną od wpływu innych jednostek „strefę”, w której może swój wybór bez kłopotu zrealizować. Owa możliwość wyboru i nienaruszalna sfera działania jest nazwana „basic freedom”. Liberaliści postulują ustanowienie takiego prawa, które gwarantowałoby jednostce nietykalność jej „basic freedom”, i to zarówno w wymiarze indywidualnym, jak też ekonomicznym i społecznym. W związku z powyższym, Berlin dostrzega nierozerwalny związek filozofii wolności z teorią polityki, która maiłaby się jego zdaniem zajmować refleksją nad kategorią wolności na tle społecznym. Według profesora z Oxfordu nie istnieje żadne Prawo Naturalne, a każde prawo stanowione, nawet słuszne i konieczne dla społeczności, ogranicza wolność jednostek. Władze państwowe mają zatem obowiązek „organizowania” możliwie największej wolności indywidualnej („basic freedom”) poszczególnych obywateli, przez ograniczenie do niezbędnego minimum praw stanowionych. W tym celu organa państwa mogłyby być wyposażone w środki nacisku, których jednak mogłyby używać jedynie do obrony nienaruszalnej wolności indywidualnej jednostek.

### Wolność pozytywna
Jednym z dwóch konstytutywnych i komplementarnych składników wolności jest według Berlina wolność pozytywna. Dla zwolennika „liberalnego realizmu”, nie ma ona jednak żadnej pozytywnej wartości bytowej. Angielski liberał, posądzany o pomijanie pozytywnego aspektu wolności, broni liberalnej autonomii we wprowadzeniu do powtórnego wydania swojego sztandarowego eseju. Klasycznie rozumiana autonomia spotyka się tam z jego zdecydowaną krytyką. W zestawieniu z filozofią wolności negatywnej, która zajmuje się odpowiedzią na pytanie: „Jak daleko sięga obszar mojego (jednostki) nieskrępowanego działania?”, koncepcja wolności pozytywnej odpowiada na inne pytanie „Gdzie jest źródło ewentualnych ograniczeń nieskrępowanej wolności jednostki?”. W świetle liberalnego indywidualizmu należałoby to pytanie sformułować raczej: „Kto może ograniczać, moją jednostkową wolność?”. Odpowiedź Berlina brzmi: „Oczywiście nikt”. O ile początkowo oxfordzki filozof zdaje się dostrzegać możliwość „odwrotu do wewnętrznej cytadeli”, czyli autonomicznego zmniejszania zakresu wolności polegającego na świadomej z niej rezygnacji, o tyle potem nazywa taki stan rzeczy „girlandami oplatającymi kajdany”. Przyjmować wolność pozytywną, oznacza u Berlina akceptować zmniejszenie wolności indywidualnej z poniższych przyczyn:
1. Jednostka zmniejsza ją z własnej woli.
2. Jednostka uznaje za autorytet jakiś inny podmiot, który tę indywidualną wolność ogranicza.

Pierwszą z możliwości angielski filozof odrzuca. Według niego, w normalnych okolicznościach jednostka ludzka nie jest w stanie świadomie zrezygnować ze swojej indywidualnej wolności (ani nawet zmniejszyć jej zakresu), mając jednocześnie przekonanie o wzroście wolności (Isaiah Berlin zawsze postulował nazywanie rzeczy po imieniu). Drugą z możliwości Berlin uznaje za niebezpieczną i zdecydowanie krytykuje, bowiem może nastąpić jedynie w sytuacji, gdy człowiek zatraci swoją jednostkową świadomość w kolektywnej lub ideologicznej „nad-świadomości”. Genezę „nad-świadomości” upatruje Berlin w racjonalizmie ideologicznym oraz w kolektywizmie i paternalizmie. Nie da się ukryć, wpływ ideologii i zbiorowości jest wśród ludzi dostrzegalny. Jednak empirycznie stwierdzane zjawisko odpowiedzialności historycznej i prawno-społecznej dowodzi, zdaniem Berlina prawdy, że wyżej wspomniany wpływ jest jedynie oddziaływaniem jednostek na jednostki. Jeśli przyjmiemy, że jednostka uznaje ograniczenia wolności narzucane przez inny podmiot za swoje własne, i utożsamia je z „wyzwoleniem”, to można dojść albo do wewnętrznie sprzecznej koncepcji dwóch jaźni w jednym podmiocie, albo do przyjęcia wyimaginowanego „ja transcendentnego”, również jest wewnętrznie sprzeczne. Jeśli natomiast jednostka sama rezygnuje z wolności negatywnej (bez względu na powód), to tym samym grzebie indywidualną wolność konstytuującą jej człowieczeństwo.

### Krytyczne ujęcie berlinowskiej koncepcji wolności
W rozumieniu klasycznym (od Arystotelesa i Tomasza z Akwinu), wolność negatywna (wolność „od”), wyraża się w konkretnych sytuacjach zdaniem: „Jestem wolny, kiedy nie muszę…”. Powinna ona być komplementarna względem wolności pozytywnej. Ta z kolei, zwana inaczej wolnością „do” lub autodeterminacją, w życiu przekłada się na zdanie typu: „Jestem wolny, kiedy mogę…”. Wolność negatywna istnieje mocą pozytywnej i jest w stosunku do tej ostatniej relatywna. Podobnie chcą myśleć liberaliści, którzy nawet posługują się klasycznymi terminami („wolność od”, „wolność do”). Ich poglądy na temat wolności, w zestawieniu z jej klasyczną koncepcją, przeradzają się na pierwszy rzut oka w apoteozę wolności negatywnej, przy jednoczesnej krytyce, lub zgoła kwestionowaniu wolności pozytywnej. Tymczasem w takim stanowisku tkwi błąd logicznej niekonsekwencji. Logika modalna wiąże praktyczną możliwość wystąpienia jakiegoś stanu rzeczy (zwanego „światem”) z funktorem możliwości („jest możliwe x”). Determinizm (o jakiejkolwiek podstawie) stanowczo krytykowany przez Berlina, jest opisywany przez logikę modalną funktorem konieczności („jest konieczne x”). Ponieważ prawo logiki modalnej stwierdza, że „jest możliwe x” to tyle co: nieprawda, że „jest konieczne NIE x”, a nie jest możliwa logicznie sytuacja, aby wyrażenia: „jest konieczne x” i „jest konieczne NIE x” byłby zarazem prawdziwe, w związku z tym przyjęcie możliwości zajścia jakiegoś stanu rzeczy nie jest sprzeczne z przyjęciem determinizmu. Prawda jest, że jeśli „muszę x” i istotnie „spełniam x”, to jest jasne, że jednocześnie „jest możliwe x”. Wniosek z tej logicznej analizy jest taki, że stan rzeczy wieńczący akt prawdziwie wolny jest czymś więcej niż możliwym stanem rzeczy. jest stanem rzeczy nie koniecznym. Skoro tak, to właściwym zdaniem opisującym wolność negatywną (a według Berlina jedynie prawdziwą) powinno być zdanie: „Jestem wolny, gdy nie muszę...”, które opisuje klasycznie rozumianą autodeterminację, czyli wolność pozytywną. W zestawieniu z klasyczną koncepcją wolności, filozofowie liberalizmu z Berlinem na czele przypisują wolności negatywnej klasyczne znaczenie wolności pozytywnej i na odwrót. Isaiah Berlin we wprowadzeniu do „Czterech esejów” wyraźnie odżegnuje się od zarzutów deprecjacji wolności pozytywnej. Stawia on filozoficzne pytania dotyczące fundamentalnego znaczenia wolności, przytaczane w pierwszej części niniejszej pracy. Ewentualne odpowiedzi na nie, nazywa ogólnie kategorią wolności negatywnej. Dokonując refleksji nad powyższą kategorią próbuje wyznaczyć jej charakterystyczne rysy, które niemal idealnie opisują wolność pozytywną w jej klasycznym rozumieniu. W ten oto sposób w klasycznej podwójnej i komplementarnej koncepcji wolności, u Isaiaha Berlina wolność „od” zajmuje miejsce wolności „do”. W świetle liberalistycznych koncepcji człowieka i społeczności, odpowiedź na klasyczne, definiujące wolność pytanie: „Co mogę?”, określa już nie jako nienaruszalną „freedom”, ale wyniesioną na piedestał „liberty”. Analogicznie, w szeregu zagrożeń, które wylicza i opisuje klasycznie rozumiana wolność „od”, u angielskiego liberała pojawia się autodeterminacja (czyli arystotelesowsko-tomistyczna „wolność do”). Jest ona dla Berlina równie niebezpieczna jak tyrania.

## Publikacje w języku polskim
- Karol Marks: Jego życie i środowisko, Warszawa 1999, Książka i Wiedza, ISBN 83-05-13016-9 (oryg. Karl Marx: His Life and Environment, 1939)
- Korzenie romantyzmu, Poznań 2003, Zysk i S-ka, ISBN 83-7298-348-8 (oryg. The Proper Study of Mankind: The Roots of Romanticism, esej napisany w 1965, 1999).
- Dwie koncepcje wolności i inne eseje, tłum. D. Grinberg, Warszawa 1991, ResPublica (oryg. Two Concepts of Liberty w: Four Essays on Liberty, 1969).
- Cztery eseje o wolności, wyd. I: Warszawa 1994, PWN; wyd. II: Poznań 2000, Zysk i S-ka, ISBN 83-7150-508-6 (oryg. Four Essays on Liberty, 1969)
- Jeż i lis. Esej o pojmowaniu historii u Tołstoja, Warszawa 1993, Fundacja „Aletheia” & „Pavo”, ISBN 83-900393-6-2 i ISBN 83-900340-5-0 (oryg. The Hedgehog and the Fox w Russian Thinkers 1978)
- Rosyjscy myśliciele, Warszawa 2003, Prószyński i S-ka, ISBN 83-7255-180-4 (oryg. Russian Thinkers 1978)
- Pod prąd. Eseje z historii idei, Poznań 2002, Zysk i S-ka, ISBN 83-7150-804-2 (oryg. Against the Current: Essays in the History of Ideas, 1979)
- Pokrzywione drzewo człowieczeństwa, Warszawa 2004, Prószyński i S-ka, ISBN 83-7337-642-9 (oryg. The Crooked Timber of Humanity: Chapters in the History of Ideas, 1990)
- Mag północy: J. G. Hamann i źródła nowożytnego irracjonalizmu, Warszawa 2000, Prószyński i S-ka, ISBN 83-7255-098-0 (oryg. The Magus of the North. J. G. Hamann and the Origins of Modern Irrationalism, 1993)
- Zmysł rzeczywistości: Studia z historii idei, tłum. Michał Filipczuk, Poznań 2002, Zysk i S-ka, ISBN 83-7150-846-8 (oryg. The Sense of Reality: Studies in Ideas and their History, 1996)
- Isaiah Berlin, Idee polityczne w epoce romantyzmu. Ich rozwój i wpływ na myśl współczesną, Henry Hardy (red.), Jakub Czernik (tłum.), Kraków: Ośrodek Myśli Politycznej, 2015, ISBN 978-83-64753-26-8, OCLC 939903870. Brak numerów stron w książce
- Isaiah Berlin, Wolność, Bogdan Baran (tłum.), Warszawa: Wydawnictwo Aletheia, 2017, ISBN 978-83-65680-22-8. Brak numerów stron w książce
- Isaiah Berlin, Zdradzona wolność. Jej sześciu wrogów, Henry Hardy (red.), Jakub Czernik (tłum.), Warszawa: Wydawnictwo Aletheia, 2019, ISBN 978-83-656-8033-4. Brak numerów stron w książce